# Ель-Гезіра
Ель-Гезіра (єгипетсько-суданський діалект ад-Джазіра араб. الجزيرة «Острів»), також Гезіра — один з 18 штатів (вілаятів) Судану.
- Територія 23373 км².
- Населення 3 575 280 чоловік (на 2008).

Адміністративний центр — місто Вад-Медані.
Це добре населена область, яка добре підходить для сільського господарства.

## Адміністративний поділ

Адміністративний поділ провінції

Провінція ділиться на 7 округів (дистриктів):
1. Східна Аль-Гезіра (Al Gazira East)
2. Південна Аль-Гезіра (Al Gazira South)
3. Аль-Хасахіса (Al Hasahisa)
4. Аль-Камлін (Al Kamlin)
5. Аль-Манагіль (Al Managil)
6. Ум-Альгора (Um Algora)
7. Вад-Мадані-аль-Кобра (Wad Madani Al Kobra)

| Судан | Це незавершена стаття з географії Судану. Ви можете допомогти проєкту, виправивши або дописавши її. |